# The Beverly Hilton

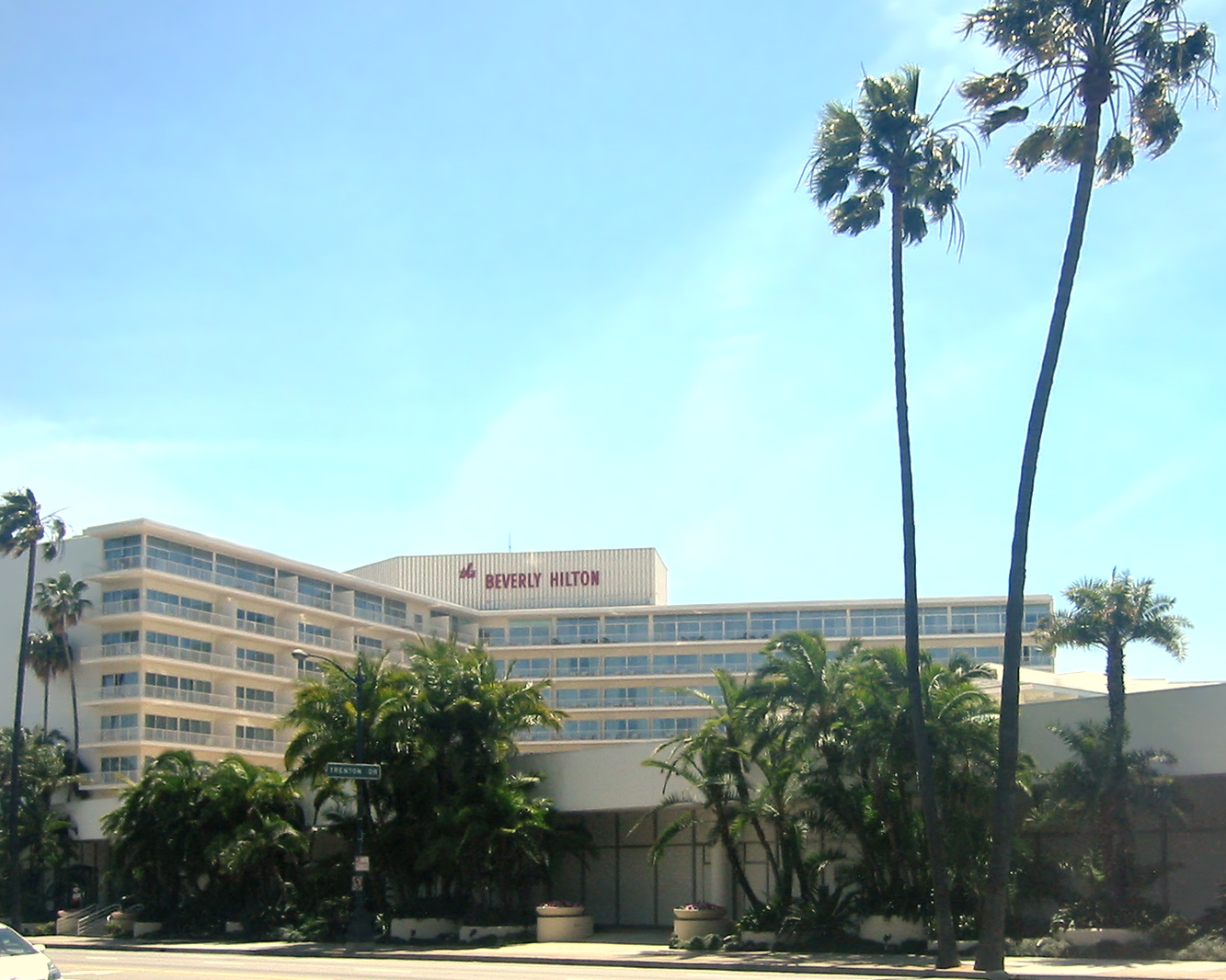
Hotel widoczny z Wilshire Boulevard

The Beverly Hilton – hotel należący do sieci Hilton Worldwide, położony na działce o powierzchni 3,6 ha, na skrzyżowaniu Wilshire Boulevard i Santa Monica Bolulevard w Beverly Hills w Kalifornii. Hotel Beverly Hilton był gospodarzem wielu rozdań nagród, akcji charytatywnych oraz wydarzeń branżowych związanych z rozrywką i filmem, najbardziej znany jest jako miejsce corocznej ceremonii rozdania Złotych Globów.

## Historia
Conrad Hilton otworzył hotel z 582 pokojami, zaprojektowany przez amerykańskiego architekta Weltona Becketa w 1955 roku, podczas boomu deweloperskiego w Beverly Hills. W ceremonii otwarcia uczestniczył ówczesny wiceprezydent USA Richard Nixon.
Od 1961 roku w hotelowej sali balowej International Ballroom odbywa się ceremonia wręczenia Złotych Globów, przyznawanych corocznie przez Hollywoodzkie Stowarzyszenie Prasy Zagranicznej.
W grudniu 1987 roku hotel za ponad 100 mln dolarów kupił artysta i biznesmen Merv Griffin. W 2003 roku Griffin sprzedał Beverly Hilton za 130 milionów dolarów Beny'emu Alagemowi, współzałożycielowi Packard Bell Electronics. W 2005, w 50. rocznicę powstania hotelu, przeprowadzona została poważna renowacja o wartości 80 milionów dolarów. Podczas remontu zmniejszono liczbę pokoi do 570 oraz wyremontowano sale konferencyjne, a także Międzynarodową Salę Balową, w której odbywa się ceremonia wręczenia Złotych Globów.
11 lutego 2012 w apartamencie nr 434 zmarła, po przypadkowym utonięciu w wannie, piosenkarka Whitney Houston. Hotel zmienił przeznaczenie pokoju, a jego numer został wycofany.